# Małyj Sknyt
Małyj Sknyt (ukr. Малий Скнит) – wieś na Ukrainie, w obwodzie chmielnickim, w rejonie szepetowskim, w hromadzie Hannopil. W 2001 liczyła 447 mieszkańców, spośród których 444 wskazało jako ojczysty język ukraiński, 2 rosyjski, a 1 inny.